# Antonov An-28
De Antonov An-28 (Russisch: Ан-28) (NAVO-codenaam: Cash) is een tweemotorig verkeersvliegtuig dat gebaseerd is op de Antonov An-14M. Het toestel vloog voor het eerst in 1969.
In totaal zijn er 191 toestellen gebouwd. In augustus 2006 waren er daarvan nog 68 in gebruik, waaronder bij Avluga-Trans, Kyrgyzstan Airlines, Blue Wing Airlines, Vostok Airlines en Tajik Air.

## Ontwikkeling
De An-28 lijkt in veel opzichten op de An-14, onder meer qua vleugelstructuur en dikte van de roeren, maar wat afwijkt is de grotere passagiersruimte en het gebruik van turbopropmotoren in plaats van de zuigermotoren van de An-14. De eerste An-28 vloog als een aangepaste An-14 in 1969. Het volgende model vloog in 1975. Het uiteindelijke model bood plaats aan circa 15 passagiers en twee bemanningsleden. In 1978 werd de productie van het toestel van de Antonovfabriek in Oekraïne verplaatst naar Polen, waar de An-28 tot en met het laatste toestel in 1993 werd gebouwd.

## Varianten
- An-14A : De oorspronkelijke versie
- An-14M : Een prototype van de huidige An-28
- An-28 : De huidige An-28 met twee turbopropmotoren
- An-28RM Bryza 1RM : Reddingsvliegtuig
- An-28TD Bryza 1TD : Vrachtvliegtuig

## Specificaties
- Bemanning: 1-2
- Passagiers: 18
- Lengte: 12,98 m
- Spanwijdte: 22 m
- Hoogte: 4,6 m
- Oppervlakte vleugels: 39,7 m²
- Gewicht zonder lading: 3.900 kg
- Gewicht met lading: 5.800 kg
- Maximale gewicht: 6.100 kg
- Energievoorziening: 2× Gloesjenkov TVD-10B van Pratt & Whitney Canada PT6A-65B turboprops, 960 pk (720 kW) per stuk
- Maximale snelheid: 355 km/h
- Actieradius: 510 km